# Arnold Fraenkel
Arnold Sigfred Christian Thorald Julius Fraenkel (født 16. september 1851 i Slagelse, død 5. februar 1945 på Frederiksberg) var en dansk økonomisk og socialpolitisk skribent samt politiker, sønnesøn af Zadoc Fraenkel.
Han var søn af musiker og musiklærer Herman Frederik Fraenkel (1815-66) og hustru Adelaide f. Lind (1812-1890), blev uddannet på den kommunale handelsskole i Dresden 1867-1869 og blev sekondløjtnant 1872 samt drev industri- og handelsvirksomhed 1875-1888.
Han var således 1877-1882 inspektør på Bryggeriet Alliance og anlagde 1883 "Fabrikken Aktiv" for Carl Jacobsen fra Ny Carlsberg.
I 1891 tog han magisterkonferens fra universitetet i Leipzig og blev dr.phil. samme år på en afhandling om boligspørgsmålet i de moderne storbyer. Efter sin forretningskarriere var Fraenkel 1897-1903 vicekonsul og leder af det danske generalkonsulat i den argentinske hovedstad Buenos Aires. På grund af en række artikler i Berlingske Tidende fra 1880'erne var han allerede kendt som publicist og blev, da han vendte tilbage, politiker for Højre og var medlem af Folketinget 1906-1909 (valgt i Horsenskredsen, hvor han slog M.C. Lyngsie) og 1913-1932 (indtil 1920 for Københavns 7. kreds, fra 1920 for København-Frederiksberg Østre Storkreds). Han var medlem af Udenrigspolitisk Nævn. I politikken blev han dog en enspænder, der ikke indordnede sig under partidisciplinen og derfor ikke fik ordførerskaber. Til gengæld blev han en inspirationskilde for den ungkonservative bevægelse. Hans talrige socialøkonomiske skrifter, bl.a. Politisk Læsebog (1918) og Mellemstanden (1932), er præget af en demokratisk og social konservatisme.
I 1893 blev han Ridder af Dannebrog og i 1923 Dannebrogsmand.
Han er portrætteret på maleri af J.W. de Rehling-Quistgaard i Folketinget 1925. Tegning af Herluf Jensenius 1931. Portrætteret på Oscar Matthiesens maleri af den grundlovgivende Rigsdag (1923) i Folketinget.